# Simon Fuller
Simon Fuller, född 17 maj 1960 i Dhekelia, Cypern, är en brittisk tv-producent, artistmanager och skapare av Idol-formatet som bland många länder köpts till exempel av svenska TV4. 
Fuller skapade TV-programmet Pop Idol för ITV i Storbritannien. Formatet exporterades senare till USA som American Idol, som blev landets populäraste TV-program. Fuller gav TV-personligheten Simon Cowell sitt första TV-uppdrag i Pop Idol och senare American Idol.
Inom dansgenren är Fuller upphovsman till TV-formatet So You Think You Can Dance för TV-bolaget Fox. Serien gjordes även i en skandinavisk version med flera deltagare från Sverige. Inom musikbranschen kan Simon Fuller tillskrivas meriter som manager för Spice Girls, skapare av gruppen S Club 7 och två år senare och 2001 även "spin-offen" S Club 8. 2002 upptäckte Fuller den då 19-åriga Amy Winehouse.
Fuller är eller har varit manager åt många kända artister och underhållare såsom David och Victoria Beckham, Claudia Schiffer, Annie Lennox, Andy Murray, Spice Girls, Cathy Dennis, Carrie Underwood, Will Young, Kelly Clarkson och David Cook. Han är bror till manusskribenten och regissören Kim Fuller.
Fuller ligger även bakom flera mindre realityserier som Victoria Beckham: Coming to America. Hans huvudbolag heter 19 Entertainment med dotterbolag såsom 19 TV. Han är känd för sitt heta temperament och perfektionism, både inom musik och television.